# 용감한 친구들
《용감한 친구들》(영어: Arthur & George 아서와 조지[*])은 줄리언 반스의 2005년 장편소설이다. 19세기 말에서 20세기 초의 영국사회를 배경으로, 소설가 아서 코난 도일과 조지 에들지라는 두 실존인물의 삶을 소설화한 것이다. 당시 영국사회의 정치와 종교, 사법체계, 인종의 문제를 다루고 있다. 대한민국에는 다산책방에서 한유주 번역으로 두 권으로 분책되어 출간되었다. 2005년 맨부커상 후보에 올랐으나 수상하지는 못했다.